# Jüdische Friedhöfe in Goch
Bei den Jüdischen Friedhöfen in Goch handelt es sich um
- den Friedhof „Hinter der Mauer“
- den alten Friedhof
- den neuen Friedhof

in der Stadt Goch im Kreis Kleve in Nordrhein-Westfalen.

## Friedhof „Hinter der Mauer“
- Koordinaten: 51° 40′ 25,7″ N, 6° 9′ 31,9″ O

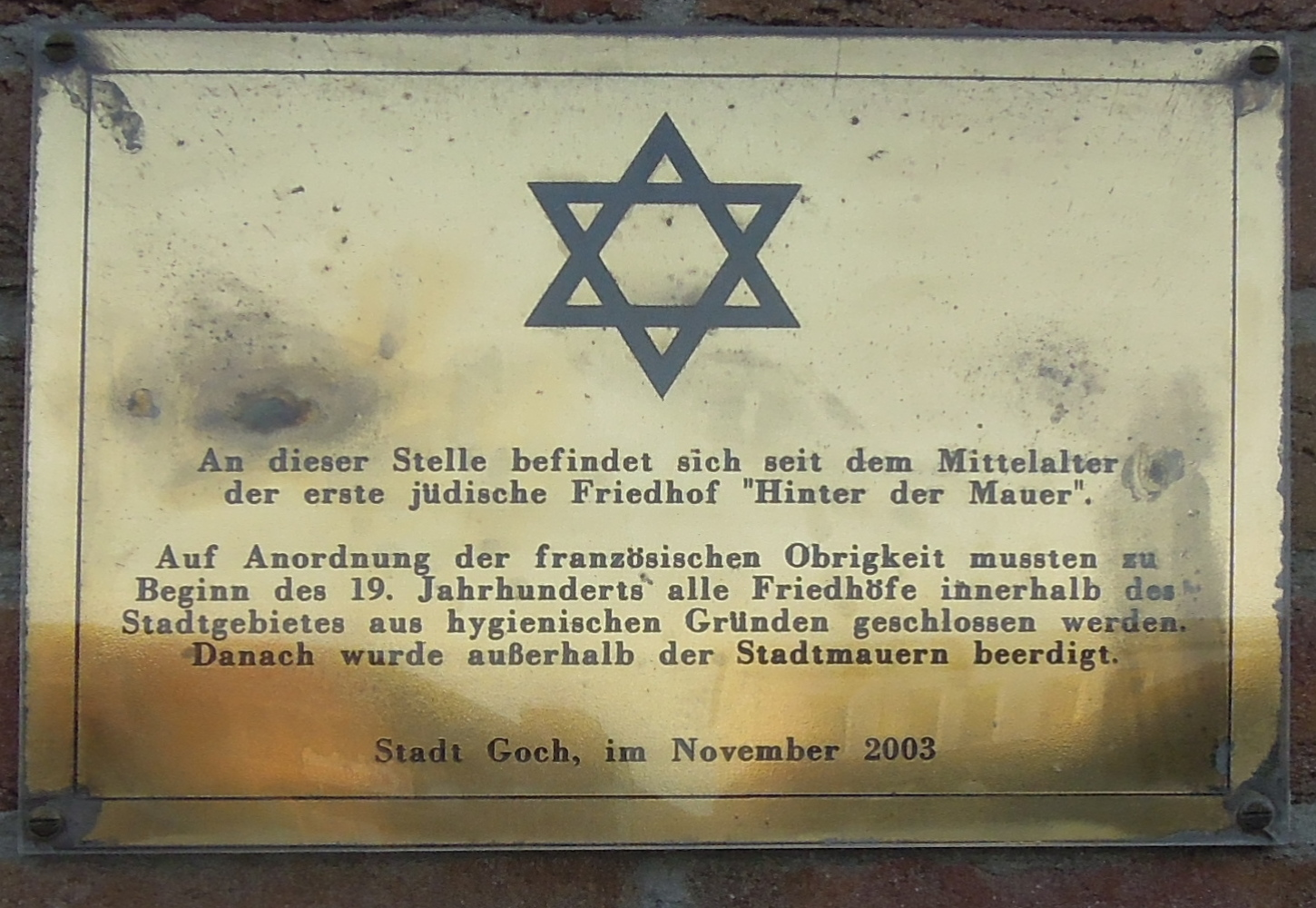
Tafel am Ort des ältesten jüdischen Friedhofs in Goch („Hinter der Mauer“; 2015)

Auf dem Friedhof Hinter der Mauer, der vermutlich vom 16. bis ins 19. Jahrhundert belegt wurde, sind keine Grabsteine erhalten. Heute befindet sich auf der Friedhofsparzelle ein Parkplatz.

## Alter Friedhof
- Koordinaten: 51° 40′ 48″ N, 6° 9′ 43,2″ O

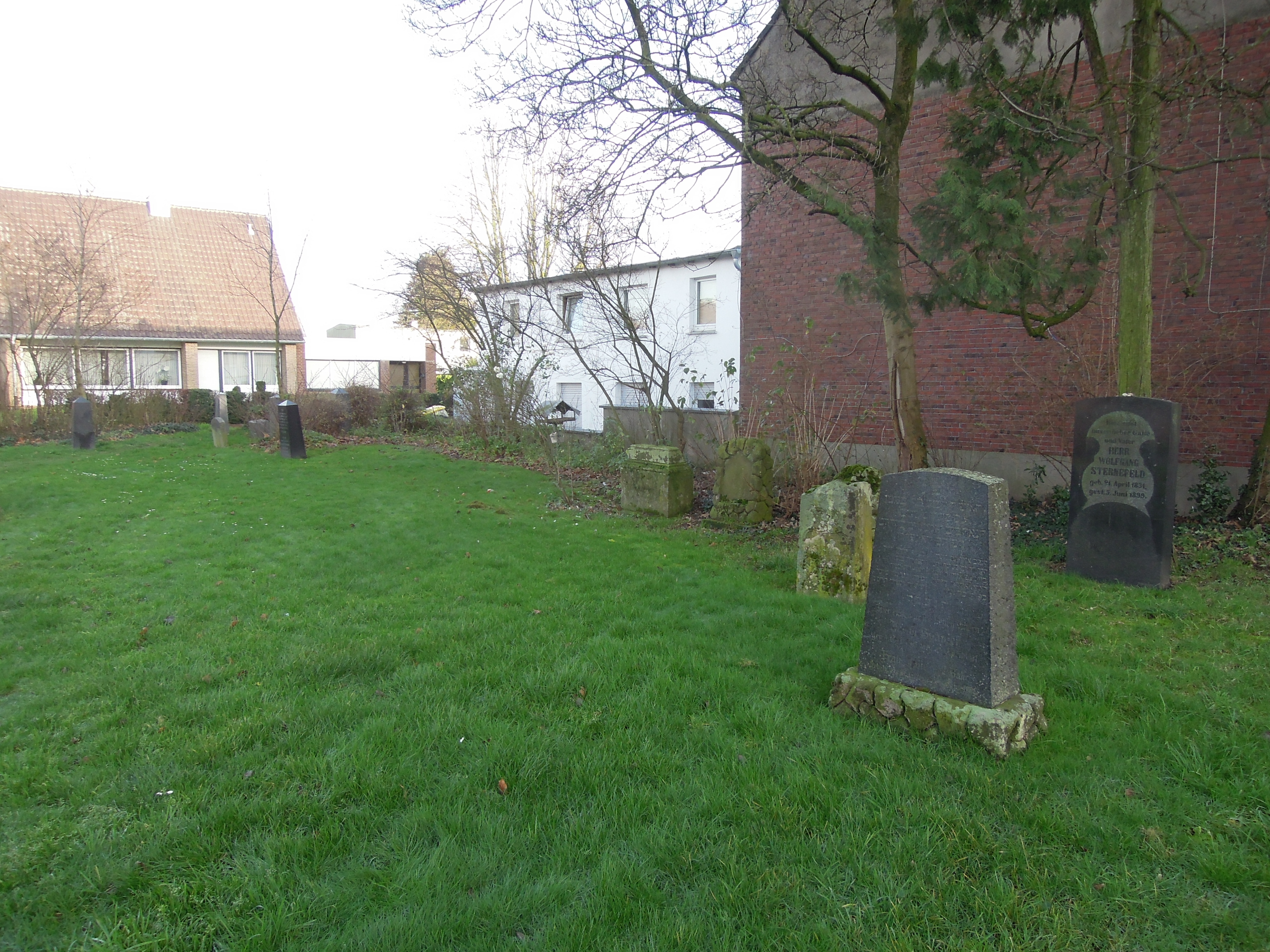
Alter jüdischer Friedhof Kalkarer/Pfalzdorfer Straße (2015)

Auf dem Friedhof Kalkarer Straße 1, Ecke Pfalzdorfer Straße, der von 1822 bis zum Jahr 1900 belegt wurde, sind 17 Grabsteine erhalten.

## Neuer Friedhof
- Koordinaten: 51° 40′ 55,1″ N, 6° 10′ 29,4″ O

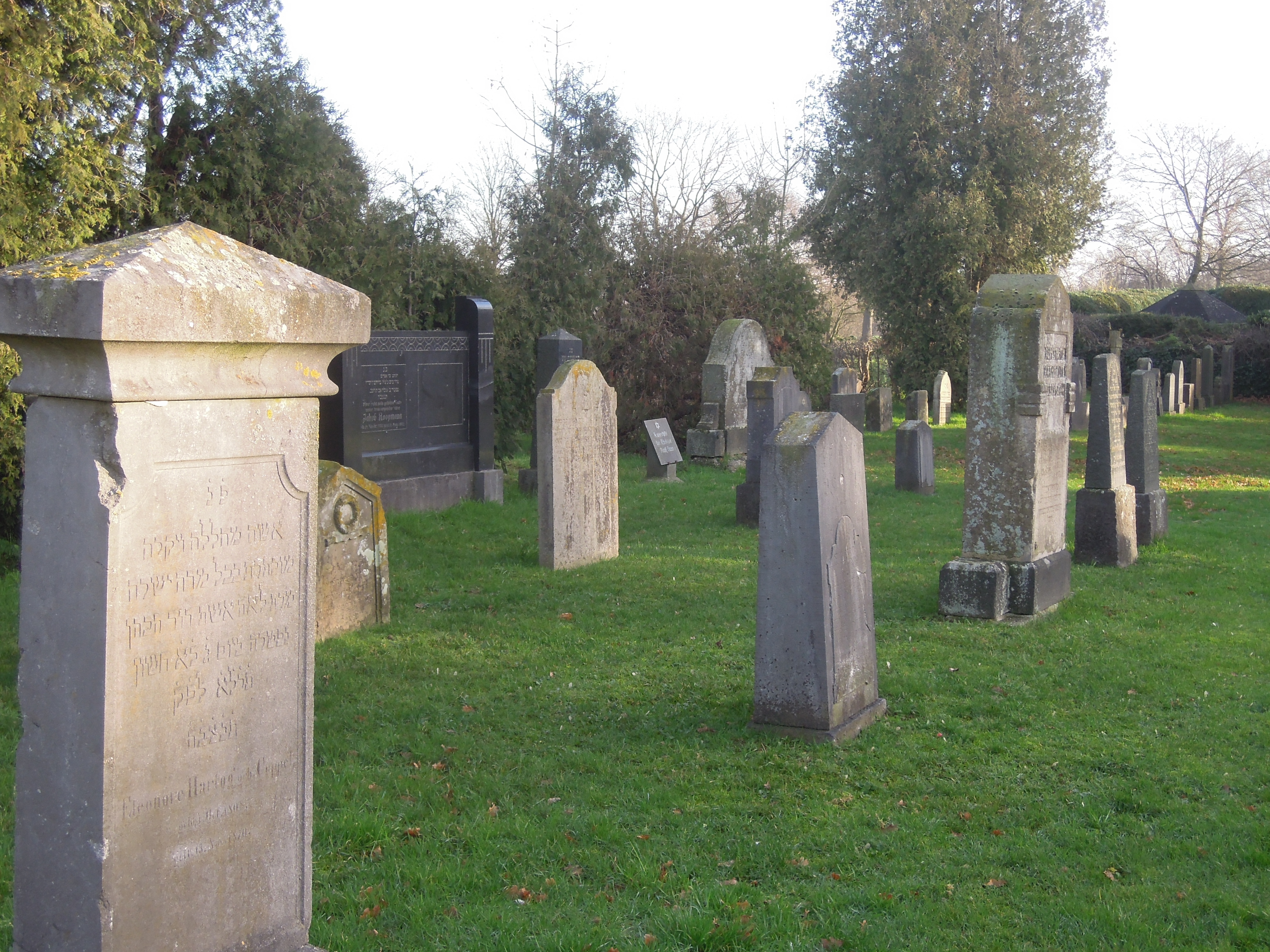
Neuer jüdischer Friedhof Reeser Straße (2015)

Auf dem Friedhof Kalkarer Straße 99, Ecke Reeser Straße, der von 1901 bis 1962 belegt wurde, sind 86 Grabsteine erhalten.